# 特雷马韦藏
特雷马韦藏（法語：Trémaouézan，法語發音：[tʁemawezɑ̃]）是法国菲尼斯泰尔省的一个市镇，属于布雷斯特区。

## 地理
特雷马韦藏（48°30'18"N, 4°15'18"W）面积8.3 平方千米，位于法国布列塔尼大區菲尼斯泰尔省，该省份为法国最西部的省份，位于布列塔尼半岛西部，北西南三面环大西洋，东临阿摩尔滨海省和莫尔比昂省。
与特雷马韦藏接壤的市镇（或旧市镇、城区）包括：普卢达涅勒、普卢埃代恩、普卢内旺泰尔。
特雷马韦藏的时区为UTC+01:00、UTC+02:00（夏令时）。

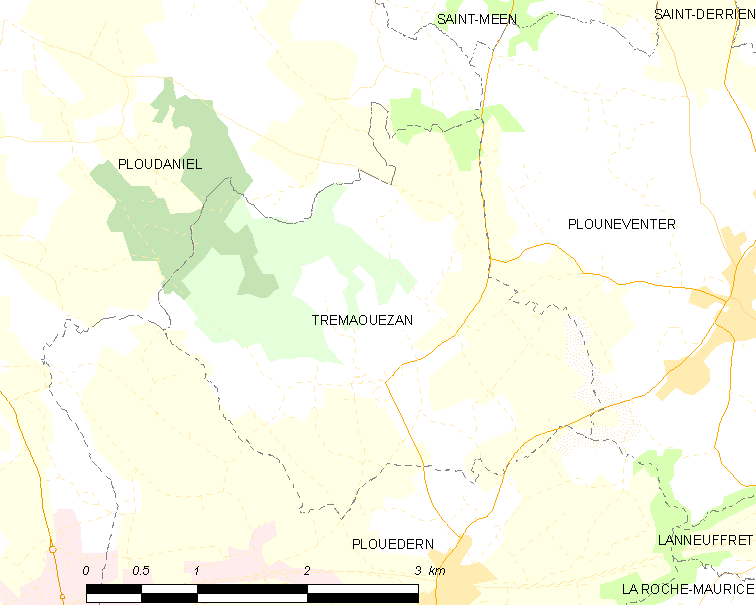
特雷马韦藏的OSM定位图

## 行政
特雷马韦藏的邮政编码为29800，INSEE市镇编码为29295。

## 政治
特雷马韦藏所属的省级选区为朗代诺县。

## 人口

1962-2008年间特雷马韦藏人口变化图示

特雷马韦藏于2022年1月1日时的人口数量为492人。